# 苏州城市学院
苏州城市学院，是位于苏州市吴中区越溪街道的一所本科公办普通高等学校。

## 历史
1998年12月，批准成立苏州大学文正学院，为全国首家公有民办二级学院；
2005年，改为独立学院。截至2020年，设本科专业43个，有在校生1.2万人，教师200人。
2020年11月11日，教育部发展规划司发布《关于拟同意设置本科高等学校的公示》，拟定同意苏州大学文正学院转设为公办普通高等学校苏州城市学院。2020年12月18日，经中华人民共和国教育部批准，苏州大学文正学院脱离苏州大学管理，并转设为公办本科院校苏州城市学院，由江苏省人民政府管理领导。

## 专业设置
苏州城市学院设置下列系部、专业：
- 文学与传播系
  - 新闻学
  - 广告学
  - 汉语言文学
  - 汉语国际教育
  - 播音与主持艺术
- 外语系
  - 英语
  - 日语
- 艺术系
  - 环境设计
  - 服装与服饰设计
  - 产品设计
  - 视觉传达设计
- 工商管理系
  - 工商管理
  - 市场营销
  - 国际经济与贸易
- 经济系
  - 国际经济与贸易
  - 金融学
- 社会服务系
  - 劳动与社会保障
  - 档案学
  - 应用心理学
  - 信息资源管理
- 电子信息工程系
  - 电子科学与技术
  - 通信工程
  - 微电子科学与工程
  - 信息工程
- 光电与能源工程系
  - 应用化学
  - 新能源材料与器件
  - 电子信息科学与技术
  - 光电信息科学与工程
  - 测控技术与仪器
  - 热能与动力工程
- 机电工程系
  - 机械电子工程
  - 电气工程与自动化
  - 机械工程
  - 服装设计与工程
- 计算机工程系
  - 计算机科学与技术
  - 信息与计算科学
  - 物联网工程
- 法政系
  - 法学
  - 人力资源管理
  - 城市管理
- 轨道交通工程系
  - 车辆工程
  - 电气工程与智能控制
  - 轨道交通信号与控制